# Cethegus hanni
Espèce
Cethegus hanni est une espèce d'araignées mygalomorphes de la famille des Euagridae.

## Distribution
Cette espèce est endémique du Queensland en Australie. Elle se rencontre vers la Hann River.

## Description
La carapace de la femelle holotype mesure 10,20 mm de long sur 9,30 mm et l'abdomen 10,55 mm de long sur 0,50 mm.

## Étymologie
Cette espèce est nommée en l'honneur de Frank Hann.

## Publication originale
- Raven, 1984 : Systematics of the Australian curtain-web spiders (Ischnothelinae: Dipluridae: Chelicerata). Australian Journal of Zoology Supplementary Series, no 93, p. 1-102.